# Donato di Case Nere
Donato di Case Nere, soprannominato Magno per la sua notevole eloquenza (270 circa – 355 circa), è stato un vescovo e teologo romano cristiano, primo e principale esponente del Donatismo.
Fu vescovo di Case Nere, in Numidia. I suoi scritti, tuttavia, sono perduti.
Donato fu considerato scismatico dopo le persecuzioni di Diocleziano dagli ortodossi e il donatismo fu condannato dal concilio di Cartagine del 411 per poi estinguersi a seguito della conquista islamica del Magreb.

## Biografia
Durante o dopo le grandi persecuzioni del III e IV secolo, la Chiesa cristiana si era spesso interrogata sull'atteggiamento da tenere nei confronti dei lapsi, coloro che, per vari motivi, si erano sottratti al martirio, tortura o imprigionamento, facendo apostasia, cioè rinnegando la propria fede, ma che, passata la tempesta, avevano domandato di essere riammessi nella Chiesa. La corrente degli intransigenti, come Novaziano, era per la linea dura: nessun perdono.
La posizione ufficiale della Chiesa era invece orientata ad una nuova accoglienza previa penitenza, come era stato suggerito nel 250 da Cipriano, vescovo di Cartagine.
La posizione di Donato, che riteneva non validi i sacramenti amministrati dai "traditores", generò lo scisma. Secondo i donatisti i sacramenti amministrati da tali vescovi - detti traditores, in quanto avevano compiuto una traditio, ossia una consegna dei testi sacri ai pagani - non sarebbero stati validi. Questa posizione presupponeva, dunque, che i sacramenti non avessero efficacia di per sé, ma che la loro validità dipendesse dalla dignità di chi li amministrava.
Quando nel 311 morì il vescovo di Cartagine Mensurio e al suo posto fu eletto il suo diacono Ceciliano (ambedue "traditores" durante le persecuzioni di Diocleziano), Donato e i 70 suoi seguaci si ribellarono nominando vescovo di Cartagine Maggiorino, parente della nobile Lucilia, gran protettrice del neonato movimento.
Presto molte città ebbero due vescovi, l'uno in comunione con Ceciliano, l'altro con Maggiorino.
Informato dei fatti, Costantino, divenuto da poco unico imperatore di Roma, immediatamente riferì della questione al papa Milziade manifestando la sua intenzione di non permettere scismi nella Chiesa. Ordinò, quindi, a Ceciliano di presentarsi di fronte a lui con dieci vescovi della sua fazione e dieci dell'altra. Inoltre, inviò al Papa i memoriali contro Ceciliano per sapere quale procedura impiegare al fine di concludere l'intera vicenda secondo giustizia. Papa Milziade convocò 15 vescovi italiani per farsi aiutare.
I dieci vescovi donatisti (per questo possiamo dare alla fazione questo nome) erano guidati dal vescovo Donato di Casae Nigrae. Ottato, Agostino ed altri apologisti cristiani sostenevano che si trattasse di "Donato il Grande", il successore di Maggiorino quale vescovo scismatico di Cartagine. Ma i donatisti dei tempi di Agostino erano ansiosi di negarlo, poiché non volevano ammettere che il loro rappresentante era stato condannato, ed i cattolici in occasione del concilio del 411 concessero loro l'esistenza di un Donato, vescovo di Casae Nigrae, che si era distinto per l'ostilità a Ceciliano. I moderni studiosi sono propensi ad accettare questa versione; sembra, tuttavia, inconcepibile che Maggiorino, se fosse stato ancora in vita, non sarebbe stato convocato a Roma. Sarebbe, inoltre, molto strano che un Donato di Casae Nigrae possa comparire dal nulla come leader di una fazione, a meno che Casae Nigrae non fosse semplicemente il luogo di nascita di Donato il Grande. Se si presuppone che Maggiorino fosse morto e che poco prima del processo gli successe Donato il Grande, si capisce perché di Maggiorino non si sia mai più parlato.
Le accuse contro Ceciliano contenute nel memoriale non furono prese in considerazione perché anonime e non provate. Inoltre, i testimoni portati dall'Africa riconobbero che non avevano nulla contro di lui. Donato, d'altro canto, fu condannato per aver affermato di aver ribattezzato e di avere imposto le sue mani in segno di penitenza sui vescovi, pratica vietata dal diritto canonico. Il terzo giorno Milziade emise la sua sentenza: Ceciliano doveva essere mantenuto in comunione ecclesiastica. Se un vescovo donatista fosse tornato alla Chiesa, in una sede dove c'erano due vescovi rivali, il più giovane si sarebbe dovuto ritirare e gli sarebbe dovuta essere affidata un'altra. I donatisti erano furiosi. In ogni caso, i 19 vescovi di Roma erano in contrasto con i 70 vescovi del sinodo di Cartagine, e questi ultimi chiesero un nuovo giudizio.
Visto che la fazione donatista in Africa era potente, il 1º agosto 314 Costantino convocò un concilio di tutto l'Occidente (cioè, di tutti i territori sotto il suo dominio) ad Arles. Nel frattempo, Milziade era morto ed il suo successore papa Silvestro I inviò i suoi legati. Il Concilio condannò i donatisti ed elaborò una serie di canoni.
Ceciliano e Donato il Grande (che adesso era vescovo a tutti gli effetti) vennero quindi convocati a Milano, dove Costantino ascoltò entrambe le parti con grande cura. Qui, questi dichiarò che Ceciliano era innocente ed era un vescovo eccellente. Tuttavia, li trattenne entrambi in Italia, inviando due vescovi, Eunomio ed Olimpio, in Africa, con l'idea di mettere da parte sia Donato sia Ceciliano sostituendoli con un nuovo vescovo accettato da tutte le fazioni. Si può presumere che Ceciliano e Donato abbiano approvato questa decisione, ma la violenza settaria che si scatenò rese impossibile applicarla. Eunomio ed Olimpio dichiararono, a Cartagine, che la Chiesa cattolica era quella diffusa in tutto il mondo e che la sentenza pronunciata contro i donatisti non poteva essere annullata. Comunicarono con il clero di Ceciliano e fecero ritorno in Italia.
Donato tornò a Cartagine e Ceciliano, vedendo questo, si sentì libero di fare altrettanto. Infine, Costantino ordinò che le chiese che avevano preso i donatisti avrebbero dovuto essere consegnate ai cattolici. I loro altri luoghi di riunione furono confiscati. Coloro che erano stati condannati persero i loro beni. I soldati scacciarono alcuni donatisti dalle loro case. Un antico sermone sulla passione dei martiri donatisti Donato ed Avvocato, descriveva tali avvenimenti. Se possiamo credere a questo documento, durante una di queste incursioni si perpetrò un vero massacro e fra i morti ci fu persino un vescovo.
L'imperatore Costante, ansioso, come suo padre, di portare la pace in Africa, nel 347 mandò due emissari con ingenti somme di denaro da distribuire. Donato, naturalmente, vide in ciò un tentativo di conquistare alla Chiesa cattolica i suoi seguaci con la corruzione, pertanto ricevette gli inviati imperiali con insolenza e vietò ai suoi fedeli di accettare qualsiasi elargizione da parte di Costante.
In Numidia, Donato riunì i Circoncellioni del circondario, che erano già stati eccitati dai loro vescovi. Macario fu costretto a chiedere la protezione delle legioni. I Circoncellioni li attaccarono ed uccisero due o tre soldati. Le truppe, allora, divennero incontrollabili e uccisero alcuni dei donatisti. Gli atti di due martiri donatisti del 347, Massimiano e Isacco, riportavano che, dopo l'inizio delle violenze, gli inviati imperiali avevano ordinato ai donatisti di riunirsi con la Chiesa, volenti o nolenti. Molti dei vescovi scapparono insieme ai loro seguaci; pochi si unirono ai cattolici ed i rimanenti furono banditi.
Donato morì in esilio intorno al 355.